# Max Payne (pilote automobile)
Pour les articles homonymes, voir Max Payne (homonymie).
Pas d'image ? Cliquez ici
Maxwell Roger Norman Villiers Payne, plus connu sous le nom de Max Payne, est un pilote automobile britannique né le 11 septembre 1940, au Royaume-Uni, et mort le 12 janvier 2017 des suites du cancer. Il a participé au Championnat du monde des voitures de sport pour l'écurie anglaise Ark Racing et l'écurie allemande Gebhardt Motorsport entre 1982 et 1988.

## Carrière
En 1985, Max Payne a continué l'aventure avec Ark Racing en participant à 8 manches du Championnat du monde des voitures de sport. La voiture a été fiable et a vu le drapeau à damier en 7 occasions. Elle ne rencontra des problèmes qu'au 1 000 kilomètres de Brands Hatch ou un problème moteur obligea la voiture à un abandon. L'écurie finit le championnat dans la catégorie C2 en 3e position.
En 1986, à cause du manque de puissance de la Ceekar 83J, l'écurie Ark Racing ne participa pas au Championnat du monde des voitures de sport. Afin de garder la main, Max Payne a alors rejoint l'écurie allemande Gebhardt Motorsport et participa aux manches de Silverstone et de Brands Hatch. Des problèmes de boite de vitesses pour la première manche et un accident pour la seconde n'ont pas permis pas à Max Payne de voir l'arrivée. Il devait également participer à la manche du Nürburgring mais les conditions météorologiques ont fait que seul ses coéquipiers ont participé à la course.
En 1987, Max Payne retourna chez Ark Racing. L'écurie avait profité de l'année 1986 afin de changer le moteur de la Ceekar 83J et de passer du Ford Cosworth BDX 2,0 l I4 Atmo ayant montré ses limites au plus puissant Ford Cosworth DFV 3.0L V8 Atmo. Il participa alors à 4 manches du Championnat du monde des voitures de sport, Brands Hatch, Nürburgring et Spa. Malheureusement, un problème de suspension et ensuite de moteur empêcha la voiture de rejoindre l'arrivée pour les deux premières manches. Il bouclera la manche de Spa en 17e position au classement général et en 7e position de la catégorie C2.
En 1988, Max Payne continua de courir avec l'écurie Ark Racing. Lors des essais de la manche d'ouverture, les 800 kilomètres de Jerez, la manette des gaz de la Ceekar 83J est restée bloquée en position ouverte et la voiture sortie lourdement de la piste. Il s'est alors blessé de manière importante aux jambes. À la suite de cet accident, il n'a plus jamais couru.

## Palmarès

### Championnat du monde des voitures de sport
| Année | Écurie              | Châssis        | Classe   | 1       | 2        | 3      | 4      | 5        | 6     | 7        | 8        | 9      | 10     | 11  | Position | Points |
| ----- | ------------------- | -------------- | -------- | ------- | -------- | ------ | ------ | -------- | ----- | -------- | -------- | ------ | ------ | --- | -------- | ------ |
| 1984  | Ark Racing          | Ceekar 83J     | IMSA GTP | MON     | SIL Abd. | LMS    | NÜR 27 | BHC Abd. | MOS   | SPA Np.  | IMO      | FUJ    | KYA    | SAN |          | 0      |
| 1985  | Ark Racing          | Ceekar 83J     | C2       | MUG 12  | MON 17   | SIL 15 | LMS    | HOC 13   | MOS 8 | SPA 16   | BHC Abd. | FUJ    | SEL 10 |     | 52e      | 7      |
| 1986  | Gebhardt Motorsport | Gebhardt JC853 | C2       | MON     | SIL Abd. | LMS    | NOR    | BHC Abd. | JER   | NÜR      | SPA      | FUJ    |        |     |          | 0      |
| 1987  | Ark Racing          | Ceekar 83J     | C2       | JAR     | JER      | MON    | SIL    | LMS      | NOR   | BHC Abd. | NÜR Np.  | SPA 17 | FUJ    |     |          | 0      |
| 1988  | Ark Racing          | Ceekar 83J     | C2       | JER Np. | JAR      | MON    | SIL    | LMS      | BRN   | BHC      | NÜR      | SPA    | FUJ    | SAN |          | 0      |